# Traute Lafrenz
Traute Lafrenz, som gift Traute Lafrenz Page, född 3 maj 1919 i Hamburg, Tyskland, död 6 mars 2023 på Yonges Island i Charleston County, South Carolina, USA, var en tysk läkare och antroposof. Hon var under andra världskriget medlem av den antinazistiska motståndsgruppen Vita rosen.

## Biografi
Lafrenz träffade år 1939 Alexander Schmorell. Två år senare inledde hon sina medicinstudier vid Münchens universitet. Hon mötte ånyo Schmorell som presenterade henne för Hans Scholl. Lafrenz gick med i Vita rosen, den motståndsgrupp som syskonen Hans och Sophie Scholl bildade i juni 1942. Under en tid var Lafrenz och Hans Scholl ett kärlekspar. Lafrenz försåg gruppen med papper till flygblad och utgjorde förbindelselänk mellan gruppens medlemmar i München och Hamburg. Gruppen avslöjades dock i februari 1943 och syskonen Scholl och Christoph Probst avrättades. Lafrenz dömdes i mars 1943 till ett års fängelse. Hon frisläpptes 1944, men inom kort greps hon på nytt och hölls i fängsligt förvar till krigsslutet 1945, först i lägret Hamburg-Fuhlsbüttel och sedan på tukthuset i Cottbus.
År 1947 emigrerade Lafrenz till USA, fullföljde sin läkarutbildning och gifte sig med en amerikansk läkarkollega. Tillsammans fick paret fyra barn. Hon var under många år en tongivande person inom den antroposofiska rörelsen i USA.
På sin 100-årsdag 2019 förärades Lafrenz Förbundsrepubliken Tysklands förtjänstorden.
Lafrenz var den sista överlevande medlemmen i Vita rosen.

## Utmärkelser
2019 – Förbundsrepubliken Tysklands förtjänstorden